# Distretto di Lakhisarai
Lakhisarai è un distretto dell'India di 801 173 abitanti, che ha come capoluogo Lakhisarai.